# Любомир Іванов (дослідник)
Любомир Іванов (болг. Любомир Иванов, нар. 7 жовтня 1952) — болгарський вчений, неурядовий активіст та дослідник Антарктики. Випускник Софійського університету імені Св. Климента Охридського разом з ступенем магістра математики в 1977 р. здобув ступінь доктора наук Софійського університету в 1980 р. під керівництвом Димитра Скордева. Написав дисертацію під назвою «Ітеративні оперативні простори», яка стала переможцем 1987 р. академічної Премії Миколи Обрешкова - найвищої болгарської нагороди з математики. 

## Академічна робота
Призначений завідувачем кафедри математичної логіки Інституту математики та інформатики Болгарської академії наук у 1990 році. Доктор Іванов у той час допомагав створити Атлантичний клуб Болгарії, в якому обіймав посаду голови з 2001 р. до 2009 р. У 1994 році він заснував Фонд Манфреда Вернера, організацію, присвячену трансатлантичній співпраці. Член Консультативної ради Ради Стрейтів, Вашингтон (округ Колумбія) з 2006 року.   Голова-засновник Комісії з антарктичних топонімів з 1994 року.  Він є автором сучасної болгарської системи романізації кириличної абетки , прийнятої також для офіційного використання як в ООН, , так і в США та Великій Британії. 
У ході своєї роботи, серед іншого, для Атлантичного клубу Болгарії, доктор Іванов давав інтерв'ю різним виданням новин, часом висловлюючи думку про те, що НАТО має розширюватися на схід через дефіцит своєї військової спроможності. 

## Політична кар'єра
Іванов був членом Координаційної ради Союзу демократичних сил Болгарії  та брав участь у болгарському круглому столі 1990 року. Він виступав депутатом парламенту в Болгарії (1990–1991), виконуючи обов'язки голови парламентської групи партії Зелених і був співавтором чинної Конституції Болгарії. Він також обіймав посаду секретаря парламенту в болгарському міністерстві закордонних справ. 

## Антарктичні експедиції

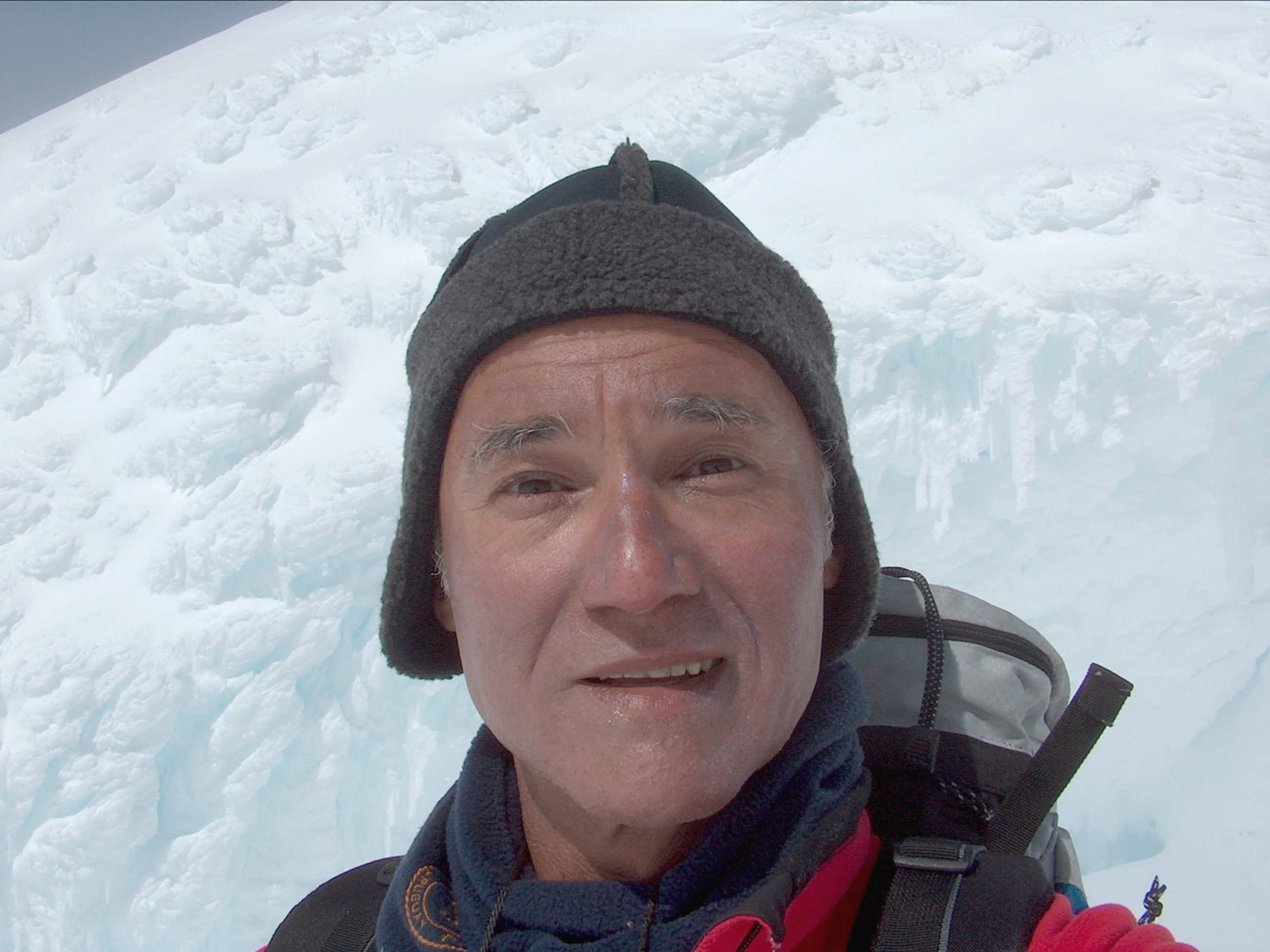
Любомир Іванов в експедиції

Доктор Іванов брав участь у кількох антарктичних експедиціях. У 2004 році Іванов поїхав з Дойчином Василевим у топографічну експедицію «Тангра 2004/05», яку відзначили «Discovery Channel», «Музей природознавства (Лондон)», «Королівська колекція» та «Британський антарктичний огляд» як часовий термін у розвідці Антарктики. 

## Основні публікації
- Ivanov, L.L. Algebraic Recursion Theory. [Архівовано 23 липня 2017 у Wayback Machine.] Chichester, West Sussex: Ellis Horwood; and New York: John Wiley & Sons, 1986. 256 pp. ISBN 978-0-13-026907-2; ISBN 978-0-7458-0102-5
- Ivanov, L. Winter Olympics. [Архівовано 10 грудня 2018 у Wayback Machine.] The Times (London, England), 15 October 1986. p. 17. Issue 62589. ISSN 0140-0460
- Ivanov, L.L. wikisource:Charter ’89 for Preservation of the Bulgarian Nature Heritage.  Independent Society of Ecoglasnost, Club for Glasnost and Restructuring, and Wilderness Fund Bulgaria.  Sofia, 1989.
- Ivanov, L. and M. Milouchev. Draft parliamentary decision for the full EU (EC) membership of Bulgaria. Sofia, 1990. (in Bulgarian; English translation [Архівовано 6 січня 2019 у Wayback Machine.])
- Ivanov, L.L. wikisource:Toponymic Guidelines for Antarctica. Antarctic Place-names Commission of Bulgaria.  Sofia, 1995.
- Ivanov, L.L. St. Kliment Ohridski Base, Livingston Island.  1:1000 scale topographic map.  Antarctic Place-names Commission of Bulgaria.  Project supported by the Atlantic Club of Bulgaria and the Bulgarian Antarctic Institute.  Sofia, 1996. (in Bulgarian)
- Ivanov, L.L. Skordev’s contribution to Recursion theory. Annual of Sofia University, Faculty of Mathematics and Informatics, 90 (1998), 9–15.
- Popov, S. et al. NATO's Global Mission in the 21st century.  1998–99 NATO Manfred Wörner Fellowship.  Sofia: Atlantic Club of Bulgaria, 2000.  123 pp.
- Ivanov, L.L.  Platek Spaces, Fundamenta Informaticae.  44 (2000). 145–181. ISSN 0169-2968
- Ivanov, L.L.  Boldface recursion on Platek Spaces. Fundamenta Informaticae.  44 (2000).  183–208. ISSN 0169-2968
- Ivanov, L.L. On the Romanization of Bulgarian and English. Contrastive Linguistics, XXVIII, 2003, 2, pp. 109–118. ISSN 0204-8701; Errata, id., XXIX, 2004, 1, p. 157.
- Ivanov, L.L. Antarctica: Livingston Island and Greenwich Island, South Shetland Islands (from English Strait to Morton Strait, with illustrations and ice-cover distribution).  1:100000 scale topographic map.  Antarctic Place-names Commission of Bulgaria.  Sofia, 2005.
- Ivanov, L.L. The role of immigration for the demographic and national development of Bulgaria in the 21st century, in: Towards New Immigration Policies for Bulgaria.  Sofia: Manfred Wörner Foundation, 2006.  54 pp.  (in Bulgarian, English summary)  ISBN 978-954-92032-1-9
- Ivanov, L. A Wider Atlantic: Further integration of the Wider Middle East and Russia in the framework of Euro-Atlantic Structures. [Архівовано 22 грудня 2017 у Wayback Machine.] Freedom & Union Vol. I, No. 2, Summer 2006. pp. 16–18.
- Ivanov, L. et al.  [Bulgaria: Bezmer and adjacent regions – Guide for American military у Wayback Machine (арх. 27 лютого 2009)].  Sofia: Multiprint Ltd., 2007.  40 pp. ISBN 978-954-90437-8-5
- Ivanov, L. and V. Yule.  [Roman Phonetic Alphabet for English у Wayback Machine (арх. 30 вересня 2007)].  Contrastive Linguistics.  XXXII, 2007, 2.  pp. 50–64. ISSN 0204-8701
- Ivanov, L. et al. Bulgarian Policies on the Republic of Macedonia: Recommendations on the development of good neighbourly relations following Bulgaria’s accession to the EU and in the context of NATO and EU enlargement in the Western Balkans.  Sofia: Manfred Wörner Foundation, 2008. 80 pp.  (Trilingual publication in Bulgarian, Macedonian and English)  ISBN 978-954-92032-2-6
- Ivanov, L.L.  There Is Simply No Way of Joining Those Clubs Other Than by Accepting Their Rules, in: Changing Balkans: Macedonia on the Road to NATO and EU.  11th International Conference, 20–21 February 2009, Ohrid.  Sofia: Balkan Political Club Foundation, 2009. ISBN 978-954-91623-7-0
- Ivanov, L.L. Antarctica: Livingston Island and Greenwich, Robert, Snow and Smith Islands. Scale 1:120000 topographic map. Troyan: Manfred Wörner Foundation, 2010. ISBN 978-954-92032-9-5 (First edition 2009. ISBN 978-954-92032-6-4)
- Ivanov, L.L. Bulgaria in Antarctica. South Shetland Islands. [Архівовано 1 березня 2019 у Wayback Machine.] Sofia: Manfred Wörner Foundation, 2009. 16 pp., with a folded map. ISBN 978-954-92032-7-1
- Ivanov, L.L.  Falklands and Crimea the new cold war. Penguin News Falkland Islands, Vol. 25 No. 46, 2 May 2014. p. 7.
- Ivanov, L. and N. Ivanova. Antarctic: Nature, History, Utilization, Geographic Names and Bulgarian Participation. [Архівовано 8 березня 2020 у Wayback Machine.] Sofia: Manfred Wörner Foundation, 2014. 368 pp. (in Bulgarian) ISBN 978-619-90008-1-6 (Second revised and updated edition, 2014. 411 pp. ISBN 978-619-90008-2-3)
- Ivanov, L. General Geography and History of Livingston Island. In: Bulgarian Antarctic Research: A Synthesis. Eds. C. Pimpirev and N. Chipev. Sofia: St. Kliment Ohridski University Press, 2015. pp. 17-28. ISBN 978-954-07-3939-7
- Ivanov, L. Antarctica: Livingston Island and Smith Island. Scale 1:100000 topographic map. Manfred Wörner Foundation, 2017. ISBN 978-619-90008-3-0
- Ivanov, L. Streamlined Romanization of Russian Cyrillic. Contrastive Linguistics. XLII (2017) No. 2. pp. 66-73. ISSN 0204-8701
- Ivanov, L. Demographic priorities and goals of the Government Program 2017–2021. [Архівовано 25 жовтня 2017 у Wayback Machine.] Presentation at the round table Demographic Policies and Labour Mobility organized by the Ministry of Labour and Social Policy, and the State Agency for the Bulgarians Abroad. Sofia, 19 September 2017. 4 pp. (in Bulgarian and English)
- Ivanov, L. Bulgarian Names in Antarctica. [Архівовано 18 листопада 2021 у Wayback Machine.] Sofia: Manfred Wörner Foundation, 2019. 526 pp. ISBN 978-619-90008-4-7 (in Bulgarian) (Second revised and updated edition [Архівовано 18 листопада 2021 у Wayback Machine.], 2021. 539 pp. ISBN 978-619-90008-5-4)
- Ivanov, L.L. Kissinger’s Plan for Ukraine Revised. [Архівовано 10 травня 2022 у Wayback Machine.]  In: Russia-Ukraine War: Consequences for the World. Ed. V.V. Marenichenko. Proceedings of the International Scientific and Practical Internet Conference, Dnipro, Ukraine, 28-29 April 2022. pp. 34–36. ISBN 978-617-95229-3-2 (illustrated) (Bulgarian version [Архівовано 27 квітня 2022 у Wayback Machine.])
- Ivanov, L. and N. Ivanova. The World of Antarctica. Generis Publishing, 2022. 241 pp. ISBN 979-8-88676-403-1
- Kamburov A. and L. Ivanov. Bowles Ridge and Central Tangra Mountains: Livingston Island, Antarctica. Scale 1:25000 map. Sofia: Manfred Wörner Foundation, 2023. ISBN 978-619-90008-6-1